# Héroes (estación de TransMilenio)
La estación sencilla Héroes hace parte del sistema de transporte masivo de Bogotá llamado TransMilenio, el cual fue inaugurado en el año 2000.

## Ubicación
La estación está ubicada en el norte de la ciudad, más específicamente en la  Av. Paseo de los libertadores entre la calle 80 y la Av.Calle 82. Se accede a ella a través de un puente peatonal ubicado en la calle 80.
Atiende la demanda de los barrios Lago Gaitán, Polo Club y sus alrededores.
En las cercanías están el Centro Comercial Los Héroes, el Centro Comercial Atlantis Plaza, la Universidad EAN, el Centro Comercial Unilago, la Fundación Universitaria San Martín y el eje comercial de la Av.Carrera 15.

## Origen del nombre
La estación recibe su nombre «Héroes» del Monumento a Los Héroes, que estuvo localizado al sur de la estación.

## Historia
A comienzos del año 2001, después de ser inaugurado el Portal Usme, se puso en funcionamiento la troncal de la Autopista Norte, incluyendo la estación Héroes. Meses después fue inaugurado el Portal Norte.
La estación como tal fue planificada para servir de intercambio a los usuarios provenientes de la calle 80, la Avenida Caracas y la Autopista Norte. El 6 de agosto de 2010 la estación fue ampliada para suplir la demanda del sector. 
Durante el Paro nacional de 2021, la estación sufrió diversos ataques que afectaron de forma considerable las puertas de vidrio y demás infraestructura de la estación, razón por la cual se encontró inoperativa.

## Servicios de la estación

### Servicios troncales
| Tipo                                                          | Rutas al Norte | Rutas al Sur |
| ------------------------------------------------------------- | -------------- | ------------ |
| Ruta fácil                                                    | 8              | 4 8          |
| Expresos todos los días todo el día                           | B75            | H75          |
| Expresos lunes a sábado todo el día                           | B11 B74        | G11 J74      |
| Expresos lunes a sábado hora pico de la mañana                | B26            |              |
| Expresos lunes a sábado hora pico de la tarde                 |                | F26          |
| Expresos lunes a viernes hora pico de la mañana               | B50 B55        |              |
| Expresos lunes a viernes hora pico de la tarde                |                | C50 D55      |
| Expresos lunes a viernes hora pico de la mañana y de la tarde | B27            | H27          |
| Rutas que finalizan recorrido                                 |                |              |
| Ruta fácil                                                    | 4              |              |

### Esquema
| ← Norte    |           |              |           |
| 8B50B55B74 | B11B26B27 | Calle 80     | 4B75      |
| Vagón 3    | Vagón 2   | Puente       | Vagón 1   |
| C50F26G11  | 48D55     | Calle 80 BIS | H27H75J74 |
| Sur →      |           |              |           |

### Servicios urbanos
Así mismo funcionan las siguientes rutas urbanas del SITP en los costados externos a la estación, circulando por los carriles de tráfico mixto sobre la Autopista Norte, con posibilidad de trasbordo usando la tarjeta TuLlave:
| Código | Sector            | Dirección             | Rutas     |
| ------ | ----------------- | --------------------- | --------- |
| 722A00 | A Estación Héroes | AutoNorte - CL 80 BIS | A020      |
| 754A00 | A Estación Héroes | AutoNorte - CL 79     | Sin rutas |

## Ubicación geográfica
| Noroeste: Barrios Unidos    | Norte: B Calle 85 - Gato Dumas | Nordeste: Chapinero |
| Oeste: D Polo - FINCOMERCIO |                                | Este: Chapinero     |
| Suroeste: Barrios Unidos    | Sur: A Calle 76 - San Felipe   | Sureste: Chapinero  |